# 알파 로메오 24HP

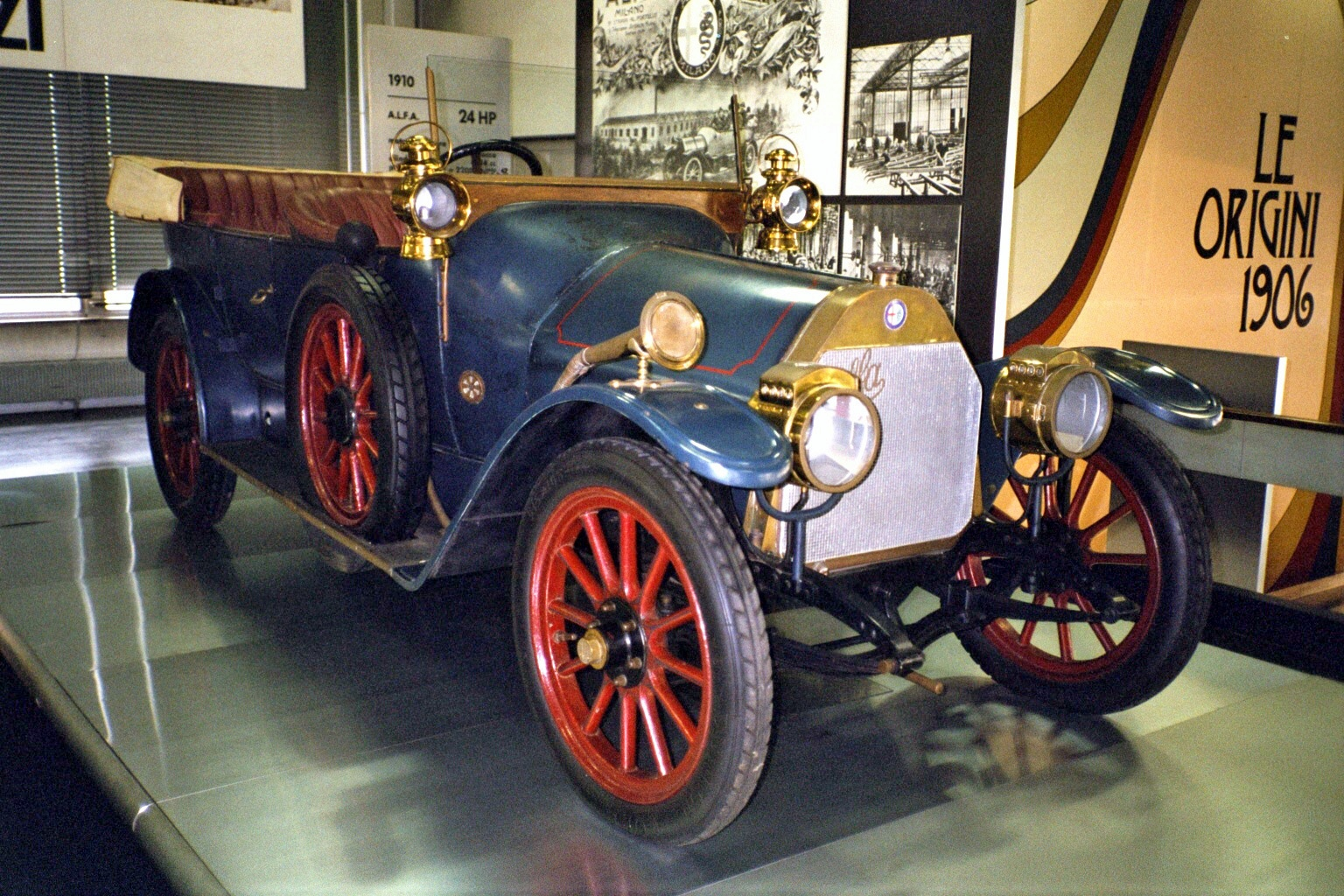
ALFA 24 HP

알파 로메오 24HP(ALFA 24HP)는 4.1리터 4기통 승용차로, 1919년 알파 로메오가 된 이탈리아 자동차 제조업체 ALFA(Anonima Lombarda Fabbrica Automobili)에서 생산한 첫 번째 모델이다. ALFA가 설립된 해인 1910년부터 1914년까지 밀라노 인근 알파의 포르텔로 공장에서 생산되었다. 모델명은 과세 마력 등급에서 유래했으며, 이후 생산된 차량의 명칭으로 사용되었다. 24HP는 상업적으로 성공했고 10년간 계속 개발되었다. 1914년과 1915년에 생산된 24HP를 ALFA 20/30HP로 변형시켰고, 전쟁이 끝난 후 1920년경 약 100대의 차량이 조립되었다. 20/30HP는 1921~1922년 알파 로메오 20/30ES 스포츠로 발전했으며, 이 차는 출시 당시부터 알파 로메오 배지가 부착된 최초의 자동차였다. 24HP와 20/30HP는 총 680대가 생산되었다.
1. ↑  “ALFA 24HP”.